# Coda

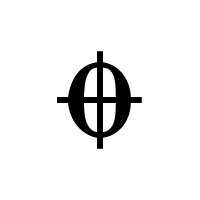
Coda

Coda (z italštiny « queue ») je termín, který v klasické hudbě a tanci označuje zvláštní samostatnou část skladby, která se hraje jen jednou v úplném závěru – zvláštní konec skladby. Její trvání je proměnlivé: někdy velmi krátké a někdy v rozsahu mnoha taktů.
V hudební notaci symbol coda je navigační značka, podobně jako znak dal Segno. Vypadá jako velké O škrtnuté plusem. Používá se k označení toho místa, odkud se během opakování nějaké části přerušuje opakování a pokračuje se na závěrečnou část skladby – codu.
Coda je také titul mnoha básní, například Ezry Pounda, Octavia Paze nebo finských básníků Tuomase Anhavy a Markkua Inta. Jedná se také o název 8. dílu 5. série seriálu Živí mrtví (The Walking Dead).
V klasickém tanci má „coda" dva významy:
Je to třetí a poslední část pas de deux, jak ji založil Marius Petipa v 19. století. Po adagiu a variacích představuje „coda" vysokou úroveň tanečníků.
Je to zároveň finále baletu, během kterého defilují sólisté na jevišti.
Obzvláště velká nebo složitá „coda" může být nazývána grand coda. Pokud se účastní velká skupina tanečníků, lze použít termíny coda générale nebo grand coda générale.